# Steve DiGiorgio
Steve DiGiorgio (Waukegan (Illinois), 7 november 1967) is een Amerikaanse bassist in de metalmuziek. Hij speelt voornamelijk in deathmetal- en thrashmetalbands, waaronder Sadus, Death en Iced Earth. Sinds 2014 is hij tevens de bassist van Testament (waar hij eerder ook speelde tussen 1998 en 2005). Hij is een van de weinige metalbassisten die een fretloze basgitaar bespeelt.

## Discografie
- Sadus - Illusions
- Autopsy - Severed Survival
- Sadus - Swallowed in Black
- Death - Human
- Autopsy - Fiend For Blood
- Sadus - A Vision of Misery
- Death - Fate
- Death - Individual Thought Patterns
- Sadus - Chronicles of Chaos
- Sadus - Elements of Anger
- James Murphy - Feeding the Machine
- Testament - The Gathering
- Control Denied - The Fragile Art of Existence
- Dark Hall - demo
- Iced Earth - Horror Show
- Dragonlord - Rapture
- Testament - First Strike Still Deadly
- Vintersorg - Visions From the Spiral Generator
- Sadus - D.T.P.
- Vintersorg - The Focusing Blur
- Artension - Future World
- Takayoshi Ohmura - Nowhere To Go
- Painmuseum
- Lunaris - Cyclic
- Testament - Brotherhood of the Snake
- Testament - Titans of Creation